# گوستاو مای
 گوستاو مای (انگلیسی: Gustav Mie؛ زاده ۲۹ سپتامبر ۱۸۶۸ – درگذشته ۱۳ فوریهٔ ۱۹۵۷) یک دانشمند در زمینه فیزیک‌دان اهل آلمان بود.